# El paseo de la gracia de Dios
El paseo de la gracia de Dios  es una telenovela venezolana protagonizada por Luis Fernández, Nohely Arteaga y Elba Escobar. Fue producido por Marte Televisión y transmitido por Venevisión entre el 23 de mayo de 1993 y el 15 de febrero de 1994.

## Sinopsis
Juega contra un telón de fondo de agitación política, esta historia de pasión indómita y venganza fatal lanza dos amantes juntos en una aventura imposible que solo puede terminar en tragedia, a menos que su amor puede triunfar drama intenso de energía y el romance.

## Elenco
- Nohely Arteaga como Ismenia Delfino Mendoza.
- Luis Fernández como Erasmo Alfonzo.
- Elba Escobar como Concepción Quijano.
- Lourdes Valera como Enma.
- Raquel Castaños como Almendrita.
- Manuel Salazar como Atilano Delfino.
- Javier Paredes como Ronald.
- Yanis Chimaras como Andrés.
- Yenny Noguera como La China.
- Erick Noriega como Carite.
- Zamira Segura como Berta.
- Carmen Landaeta como Manón.
- Jesús Nebot como Rodolfo.
- Beatriz Valdés como Guadalupe.
- Graciela Alteiro como Herminia.
- Verónica Ortiz como Clara Delfino Mendoza.
- Carmen Julia Álvarez como Evarista.
- Isabel Moreno como Soledad Mendoza.
- Rodolfo Drago como Felipe.
- Argenis Chirivela como Salvador.
- Daniela Alvarado como Sofia
- Antonio Cuevas
- Juan C. Rangel
- María Medina
- Aitor Gaviria
- Joanna Weller
- Carlos Daniel Alvarado
- Carolina Espada
- Hermelinda Alvarado
- José Félix Cardenas
- Víctor Maseda
- Marie Estrada
- Beatriz Villarreal
- Vicente Pasariello
- Oscar Abad

## Datos
- Fue la última telenovela realizada por el escritor y dramaturgo José Ignacio Cabrujas. Debido a que al finalizar la telenovela, se retira de este género, aunque en 1995 firmaría tres contratos para tres proyectos televisivos con Televisión Azteca, Cadena Caracol y con RCTV, no pudo iniciar debido a su fallecimiento el 24 de octubre del mismo año.
- La telenovela fue promocionada con una clase de "Spot publicitario" donde promovían un nuevo producto llamado “Palomina”, que supuestamente combatía la impotencia sexual masculina. Que resultaría ser algo que se vería luego en la telenovela. Estos productos falsos fueron un recurso utilizado en varias producciones dramáticas de aquel entonces.[2]